# طب التوليد
التوليد هو علم من علوم الصحة الذي يتعامل مع رعاية النساء أثناء الحمل (فترة ما قبل الولادة والولادة وفترة ما بعد الولادة)، وأيضاً رعاية أطفالهن حديثي الولادة. ويسمى الطبيب الذي يمارس التوليد كعلم صحة القبالة وهو المعادل غير الجراحي، أما الطبيب الذي يتدخل جراحياً فيسمى طبيب نساء وتوليد. التوليد البيطري هو نفس المفهوم بالنسبة للطب البيطري، وتقريباً كل أطباء التوليد الحديثين هم أيضا أطباء أمراض النساء.

## رعاية ما قبل الولادة
رعاية ما قبل الولادة هامة للكشف عن وجود أي مضاعفات أثناء الحمل، وتشمل الزيارات الروتينية لعيادة طبيب النساء، وإجراء بعض الفحوصات الطبية والمخبرية الروتينية كالتالي:

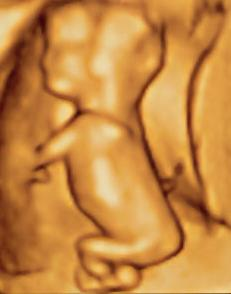
مسح بالموجات فوق الصوتية ثلاثية الأبعاد لجنين طوله 76 مللي (حوالي 14 أسبوع من العمر الحملي)
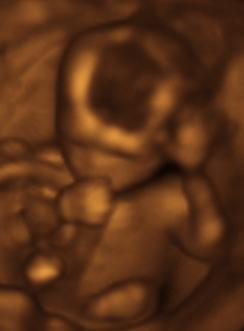
الجنين في الأسبوع ال 17
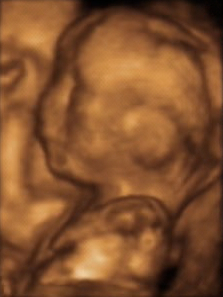
الجنين في الأسبوع ال 20

### الثلث الأول من الحمل
- عد دموي شامل (CBC)
- تحديد زمرة الدم
- فحص الأجسام المضادة العام (اختبار كومبس غير المباشر لHDN)
  - المرضى الذين يعانون من مرض Rh السابق للولادة ينبغي أن يستخدموا عقار RhoGam في الأسبوع ال28 لمنع مرض Rh.
- كشف البلازمية السريع (RPR) لفحص مرض الزهري.
- فحص الأجسام المضادة للحصبة.
- فحص مولد المضادات السطحي في الدم لالتهاب الكبد الفيروسي ب.
- استنبات الحراشف البرعمية الكلاميديا والتعقيبة (السيلان).
- فحص PPD (البروتين النقي) للسل (التدرن)
- لُطاخَةُ بابانيكولا للكشف عن سرطان عنق الرحم
- تحليل البول.
- فحص فيروس نقص المناعة البشرية أو الإيدز
- مسح مجموعة المكورات العقدية B - بتلقى البنسلين vi أو الأمبيسيلين (وهي أرخص بكثير وذات فعالية واسعة النطاق) إذا كانت إيجابية، (واذا كان لدى الأم حساسية فالعلاجات البديلة تشمل الكليندامايسين ivأو فانكومايسين iv)
- المسح الجيني لمتلازمة داون: التثلث الصبغي 21 و 18.

والمعيار الوطني في الولايات المتحدة يتطور بسرعة بعيدا عن مسح AFP (الالفا بيتو بروتين) وهي مادة بروتينية تصنع في الكبد، بالنسبة لمتلازمة داون، والتي تجري بصورة تقليدية في الربع الثاني، حوالي الأسبوع 16 - 18. المسح المتكامل الجديد (الذي كان يسمى سابقا ب F.A.S.T.E.R، النتائج المبكرة للربع الأول والثاني) يمكن القيام به في أكثر من 10 أسابيع إلى 13 أسبوعا، بالإضافة إلى التصوير بالموجات فوق الصوتية لرقبة الجنين (الجلد السميك علامة سيئة) واثنين من المواد الكيميائية (تحليلي) و Papp-a و bhcg (مستوى هرمون الحمل في حد ذاته). حيث يعطي ذلك لمحة دقيقة عن المخاطر في وقت مبكر جدا. وهناك أيضا مسح اخر للدم من 15 إلى 20 أسبوعا والذي يحدد المخاطر أكثر. وتكون التكلفة أعلى من مسح afp الرباعي، نسبة لفحوصات الموجات فوق الصوتية وفحص الدم الثاني، لكن تم التقرير بأن ذلك له معدل التقاط 92 ٪.

### الثلث الثانى من الحمل

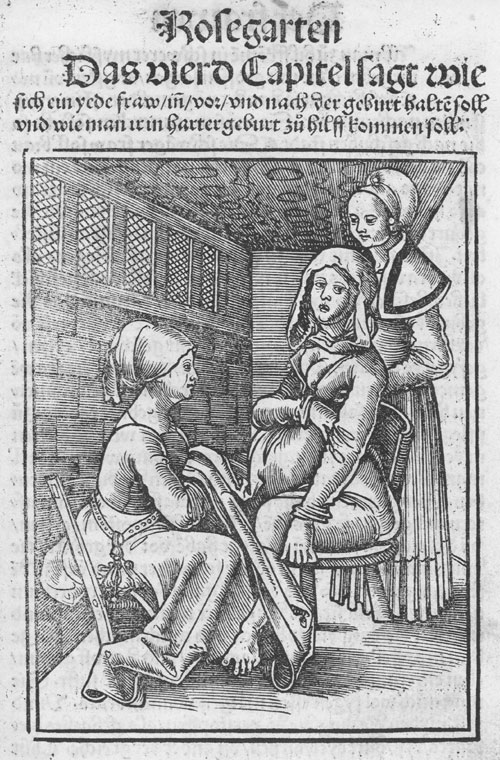
1513

- مسح MSAFP/quad. (أربعة فحوصات دم في وقت واحد) (مصل الأمهات ألفا فيتوبروتين واينهيبن وايستريول و bhcg أو bhcg) - والارتفاعات، وتدني الأرقام أو الأنماط الغريبة ترتبط ببتشوه الأنابيب العصبية وتزيد من مخاطر الصبغي 18 أو 21
- المسح بالموجات فوق الصوتية، إما في البطن أو لتقييم عنق الرحم والمشيمة والسوائل والجنين.
- بزل السلي (سحب عينة من سائل السلي للكشف عن التشوهات في الجنين) هو المعيار الوطني للنساء فوق سن 35 أو النساء الذين يصلن سن 35 في منتصف الحمل أو النساء المعرضات إلى مخاطر متزايدة بحسب التاريخ العائلي أو تاريخ ولادة سابق.

### الثلث الثالث من الحمل
- الهيماتوكريت، (إذا كان منخفضاً، تتناول الأم مكملات الحديد)
- اختبار تحمل الجلوكوز (GLT) - مسح لمرض السكري، وإذا كان أكثر من 140 ملغ/ دل يجري اختبار تحمل الجلوكوز (GTT) وسكر الصائم أكثر 105 ملغ/ دل يرجح سكري الحمل.

ويجرى معظم الأطباء كمية سكر في شكل شراب من 50 غراماً من السكر في الكولا أو الليمون أو البرتقال، ويسحبوا الدم بعد ساعة (زائد أو ناقص 5 دقائق)، عدلت المعايير الأساسية إلى 135 منذ أواخر الثمانينات.

### سجل ما قبل الولادة
يطلب من المرأة الحامل عند أول زيارة لطبيبها أو القابلة عمل سجل ما قبل الولادة الذي يحتوى على التاريخ الطبي وعلى الفحص السريري. وفي الزيارات اللاحقة يعاد حساب عمر الحمل (GA) في كل زيارة.
يجب أن يساوي ارتفاق العظام (SFH بالسنتيمترات) العمر الحملي الجنيني بعد 20 أسبوع من فترة الحمل، ويجب أن يخطط النمو الجنيني على منحنى خلال الزيارات السابقة للولادة. ويجب أن تجس القابلة أو طبيب التوليد الجنين باستخدام مناورة ليوبولد لتحديد وضع الجنين. كما ينبغى مراقبة ضغط الدم، ويمكن أن تصل حتي 140/90 في حالات الحمل الطبيعي. يشير فرط ضغط الدم إلى تسمم الحمل، وربما إلى مقدمات الارتعاج (تشنج الحمل)، وإذا تبين تورم شديد (استسقاء) وتبين وجود زيادة البروتين في البول.
ويستخدم أيضا فحص الجنين للمساعدة في تقييم مدى حيوية هذا الجنين، وكذلك المشكلات الخلقية. وغالباً ما تقدم الاستشارة الوراثية للعائلات التي قد تتعرض لخطر متزايد من وجود طفل مصاب بمرض وراثي.
يجرى أحيانا بزل السلي في حوالى الاسبوع العشرين بالنسبة للنساء في أعمار 35 أو أكثر وذلك للتحقق من متلازمة داون وغيرها من حالات الشذوذ الصبغي في الجنين.
وحتي قبل إجراء بزل السلي قد تخضع الأم أيضاً للاختبار الثلاثي، الفحص القفوى وعظم الأنف وفحص الألفا فيتوبروتين وتحليل عينة الزوائد المشيمية للتحقق من الاضطرابات مثل متلازمة داون. بزل السلي هو فحص وراثى للجنين قبل الولادة والذي يتضمن إدخال ابرة عن طريق جدار البطن وجدار رحم الأم لاستخراج الحمض النووي الجنيني من السائل الأمنيوسي. ومع فحص بزل السلي هناك خطر من إجهاض الجنين لأنها تنطوي على اختراق الرحم بينما لا يزال الجنين في الرحم.

### التصوير

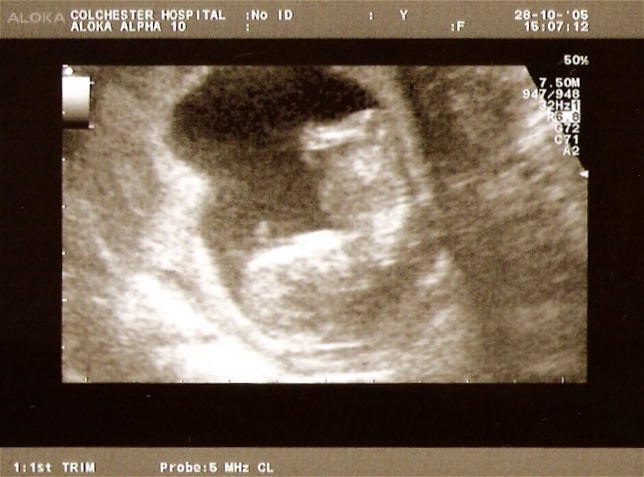
مسح ضوئي في الأسبوع ال12.

التصوير هو وسيلة أخرى هامة لمراقبة الحمل. يتم تصوير كلا من الأم والجنين عادة في الثلث الأول من الحمل. هذا ويتم إجراء ذلك للتنبؤ بالمشاكل التي مع الأم، وللتأكد من أن الحمل موجود داخل الرحم ولتقدير العمر الحملي ولتحديد عدد الأجنة والمشيمة ولتقييم الحمل خارج الرحم والنزيف في الثلث الأول ولتقييم بوادر الشذوذالمبكرة.
ولايتم استخدام الأشعة السينية والتصوير المقطعي المحوسب (CT) خاصةً في الربع الأول من الحمل، وذلك بسبب الإشعاعات المؤينة التي قد تؤثر على الجنين. ولم تثبت آثار عن التصوير بالرنين المغناطيسي على الجنين، ولكن هذه التقنية مكلفة للغاية كمراقبة روتينية، وبدلاً من ذلك فإن التصوير بالموجات فوق الصوتية هو الأسلوب المفضل في الأشهر الثلاثة الأولى وطوال فترة الحمل لأنها لا تبعث اشعاعاً ويمكن حملها وتتيح تصوير حقيقي.
ويمكن إجراء التصوير بالموجات فوق الصوتية في أي وقت طوال فترة الحمل، ولكن عادةً ما يتم ذلك في الأسبوع الثاني عشر (المسح المؤرخ) والأسبوع العشرين (المسح المفصل).
ويكشف الحمل الطبيعي عن وجود الكيس الحملي والكيس المحي وقطب الجنين. ويمكن حساب عمر الحمل من خلال تقييم متوسط قطر كيس الحمل (MGD) قبل الأسبوع ال6، والطول التاجي المقعد التاج (وقمة التاج بعد مرور الاسبوع ال6. ويتم تقييم الحمل المتعدد بواسطة عدد المشيمة والكيس الأمنيوني.

### المضاعفات وحالات الطوارئ
تشمل حالات الطوارئ الرئيسية :
- الحمل خارج الرحم: وهو عندما يزرع الجنين في قناة فالوب أو (نادراً) على المبيض أو داخل التجويف البريتوني. وهذا قد يتسبب في حدوث نزيف داخلي شديد.
- تسمم الحمل هو مرض لهُ مجموعة من العلامات والأعراض التي ترتبط بارتفاع ضغط دم الأمهات. وأسبابهُ غير معروفة، ويتم التفكير في علاماته للتنبؤ بتطوره من بدايات مراحل الحمل. تسبب بعض العوامل غير المعروفة ضرراً في بطانة الأوعية الدموية، مما يسبب ارتفاع ضغط الدم. وإذا كانت شديدة، فإنها قد تؤدى إلى تسمم الحمل حيث تحدث التشنجات التي قد تكون قاتلة. حيث تظهر على المرضى المصابين بمقدمات الارتعاح مع متلازمة هيللب فشل الكبد والتخثر المنتشر داخل الأوعية (DIC).
- جفاف المشيمة حيث ينزف المريض دما حتى الموت إذا لم تعالج بشكل مناسب.
- استغاثة الجنين حيث يتعرض الجنين للخطر في بيئة الرحم.
- عسر الكتف حيث يعلق أحد كتفي الجنين (الأكتاف) أثناء الولادة الطبيعية، وخاصة في الرضع مرهفي الشم لأمهات مصابات بالسكر.
- تمزق الرحم يمكن أن يحدث أثناء الولادة المتعثرة والمهددة بانقراض حياة الجنين والأم.
- السلك الهابط يشير إلى هبوط حبل الجنين أثناء المخاض مع خطر اختناق الجنين.
- نزف التوليد ربما يرجع ذلك إلى عدد من العوامل مثل انزياح المشيمة، تمزق الرحم من الدموع، تعويض رحمى، والإبقاء على المشيمة أوشظايا المشيمة، أو اضطرابات النزف.
- حمى النفاس هو عدوى متقدمة للرحم أثناء أو بعد الولادة.

### تقييمات الجنين
وعادة ما تستخدم الموجات فوق الصوتية لتأريخ عمر الحمل من حجم المضغة، والتاريخ الأكثر دقة يرجع الي الأشهر الثلاثة الأولى قبل تأثر نمو الجنين تأثرا كبيرا بعوامل الأخرى. كما تستخدم الموجات فوق الصوتية للكشف عن التشوهات الخلقية (أو غيرها من التشوهات الجنينية)، وتحديد ملف البيوفيزيائية (BPP)، التي عادة يكشف عنها في الربع الثاني عندما تنضج وتكبر هياكل الجنين. ويمكن أيضاً ان تقيم معدات متخصصة أخرى سرعة تدفق الدم في الحبل السري للكشف عن انخفاض / غياب / انعكاس أو انبساط تدفق الدم في شريان الحبل السري.
الأدوات الاخري المستخدمة في التقييم تشمل ما يلي :
- يمكن استخدام النمط النووي الجنيني لفحص الأمراض الوراثية. ويمكن عمل ذلك عن طريق بزل السائل الأمنيوسي أو أخذ عينة الزغابة المشيمي (CVS)
- هيماتوكريت الجنين لتقييم فقر دم الجنين، يمكن تحديد تساوي التمنيع Rh، أو الاستسقاء بأخذ عينات دم الحبل السري عن طريق الجلد، الذي يتم عن طريق وضع إبرة من خلال البطن في الرحم وأخذ جزء من الحبل السري.
- يرتبط نضج رئة الجنين بمقدار إنتاج الجنين للمنشط السطحي. انخفاض إنتاج المنشط السطحي يشير إلى انخفاض نضج الرئة ويعتبر عامل خطورة كبير لمتلازمة الضائقة التنفسية للرضع. وعادة، الليسيثين: معدل السفينجوميلين أكبر من 1.5 يرتبط مع زيادة نضج الرئة.
- اختبار عدم الإجهاد (NST) لمعدل قلب الجنين
- اختبار تحدي الاوكسيتوسين

## الولادة

### التحفيز
التحفيز هو وسيلة محاكاة مصطنعة أو تهيئة للمرأة على المخاض قبل أوانه. يمكن أن تشمل أسباب التحفيز تشنج الحمل وكتلة الولادة، ومرض السكري، وغيرها من مختلف الحالات المرضية العامة، مثل أمراض الكلى. ويمكن أن يحدث التحفيز في أي وقت بعد الاسبوع ال34 من الحمل، إذا ازداد الخطر على الجنين أو علي الأم عن خطر الولادة المبكرة بصرف النظر عن نضج الرئة. إذا لم تضع المرأة في النهاية خلال الأسبوع ال41-42 يمكن القيام بالتحفيز، حيث أن الغشاء المشيمي قد يصبح غير مستقراً بعد هذا التاريخ.
ويمكن تحقيق التحفيز من خلال عدة طرق :
- تحميلة من كريم بروستين، والبروستاجلاندين E 2
- تناول الميسوبروستول المهبلى أو عن طريق الفم.
- إدراج قسطرة فوليمن 30 مل عن طريق عنق الرحم
- تمزيق الغشاء الأمنيوسي
- حقن أوكسيتوسين المركب عن طريق الوريد (بيتوسين أو سينتوسينون)

### المخاض
أثناء المخاض نفسه قد يستدعى المولد/ الطبيب/ المتدرب/ الطالب تحت الإشراف الطبي إلى القيام بعدد من المهام. ويمكن أن تشمل هذه المهام الآتي:
- رصد تقدم المخاض، من خلال استعراض مخطط التمريض، وإجراء الفحص المهبلي، وتقييم التتبع الذي قام به جهاز رصد الجنين (وجهاز مراقبة قلب الجنين cardiotocograph)
- تعجيل تقدم المخاض عن طريق سكب هرمون أوكسيتوسين
- إعطاء مخفف الآلام، إما بأوكسيد النيتروز والمواد الأفيونية بتخدير فوق الجافية وذلك بواسطة طبيب أو ممرضة التخدير.
- مساعدة المخاض جراحيا عن طريق ملقط الجراحة (الجفت) أو جهاز شفط الجنين.
- العملية القيصرية، إذا كان هناك مخاطر مرتبطة بالولادة المهبلية، مثل هذه تسوية الجنين أو الأم المدعم بالادلة. يمكن أن تكون العملية القيصرية اختيارية، بمعنى أنها قد رتبت قبل المخاض أو قررت أثناء المخاض كبديل لساعات من الانتظار. تشمل «الطوارئ» الحقيقية للولادة القيصرية، انفصال المشيمة، وهو الأكثر شيوعاً أو المرضى الذين يحاولون إجراء ولادة طبيعية بعد ولادة قيصرية (VBAC).

## ما بعد الولادة
المرأة التي تلد في مستشفي في العالم الغربي قد تغادر المستشفى في أقرب وقت بمجرد استقرارها طبياً واختيارها المغادرة، والذي يمكن أن يكون بعد ساعات قليلة من الولادة، بالرغم من أن متوسط الولادة المهبلية التلقائية (SVD) هو 1-2 أيام، ومتوسط البقاء في الولادة القيصرية هو 3-4 أيام.
يتم فحص الام خلال هذا الوقت من حيث النزيف، وعمل الأمعاء والمثانة، والعناية بالطفل. كما يتم أيضاً فحص الرضيع.

## العمليات الأكثر شيوعاً التي يؤديها أطباء التوليد
- إجراء عمليات التوليد القيصرية
- علاج العقم عند الزوجين
- الإخصاب المخبري: عمليات طفل الأنبوب والحقن المجهري
- علاج مشاكل الإجهاض وإنقطاع الطمث لدى المرأة
- تشنج المهبل واضطرابات الدورة الشهرية
- التصوير بالموجات فوق الصوتية لتقييم الحمل وفحص الجنين

## الرواتب
تختلف الرواتب عن التوليد تبعا لكل بلد، ففي الولايات المتحدة تتراوح المرتبات بين 200.000 دولار إلى 339،738 دولار.
| البلد                    | الراتب السنوي (بالدولار الأمريكي) |
| ------------------------ | --------------------------------- |
| المملكة المتحدة          | 187.771                           |
| الإمارات العربية المتحدة | 231.809                           |
| الولايات المتحدة         | 236.411                           |

## قراءات أخرى
- Lane، J (يوليو 1987). "A provincial surgeon and his obstetric practice: Thomas W. Jones of Henley-in-Arden, 1764–1846". Medical History. ج. 31 ع. 3: 333–48. PMC:1139744. PMID:3306222.
- ستكهولم، أليس بي توكولوجي. كتاب لكل امرأة. أو.أو.، (كيسنجر للنشر) أو.جي. إعادة طبع طبعة منقحة من شيكاغو، أليس بي ستوكهولم وشركاه 1891 (الطبعة الأولى 1886). الترقيم الدولي 8- 4001- 4179- 1